# Drymonia roboris
Drymonia roboris är en fjärilsart som beskrevs av Fabricius 1777. Drymonia roboris ingår i släktet Drymonia och familjen tandspinnare. Inga underarter finns listade i Catalogue of Life.